# Henry Cormeau
Henry Cormeau est un homme de lettres angevin de la fin du XIXe siècle et début du XXe. Il est notamment l'auteur de Terroirs mauges.

## L'auteur
Fils de Henri René Cormeau, coutelier et d'Euphèmie Marie Lasne, Henry Cormeau naît à Beaupréau, en Maine-et-Loire, le 21 janvier 1866. Il devient littérateur, romancier et poète, auteur d'une dizaine d'ouvrages, et sera aussi juge de paix et imprimeur,.
Folkloriste angevin, il publie en 1909 Terroirs mauges, un volume tiré à soixante exemplaires. Il complète ensuite son ouvrage en sous-titrant la nouvelle édition Miettes d'une vie provinciale après avoir développé ses diverses sections. Il publie ensuite son étude sur la phonétique du Bas-Anjou et de la Vendée angevine sous le titre L'Accent de chez nous. 
Henry Cormeau épouse en premières noces Maria Gautron, ils ont un fils qui décède en 1896 à l'âge de deux ans. Maria décède à son tour en 1902. Il épouse ensuite Suzanne Sourice dite "Mie-Zette". L'écrivain meurt à Seiches-sur-le-Loir en août 1929.
En 1935, la Bibliothèque municipale d'Angers reçoit en legs ses brouillons d'écrivain et les exemplaires personnels de ses écrits.

## Hommages
En 1926, préféré à Alphonse de Châteaubriant, Henry Cormeau devient l'un des dix membres de l'Académie de Province. 
Depuis le 15 février 1971, une rue lui est dédiée à Angers.
En mai 2021, à Nantes, de lointains parents découvrent un dessin de leur cousin Octave Chadefaux, représentant l’écrivain. Ce fut l’occasion de raviver la mémoire de cet auteur qui fut précurseur à magnifier les Mauges dans ses livres, concourut au prix Goncourt en 1921 et ouvrit la voie sur le thème à Julien Gracq.